# Раверсейде (музейный комплекс)
Эта статья — о музейном комплексе. Для информации о районе Остенде, см. Раверсейде

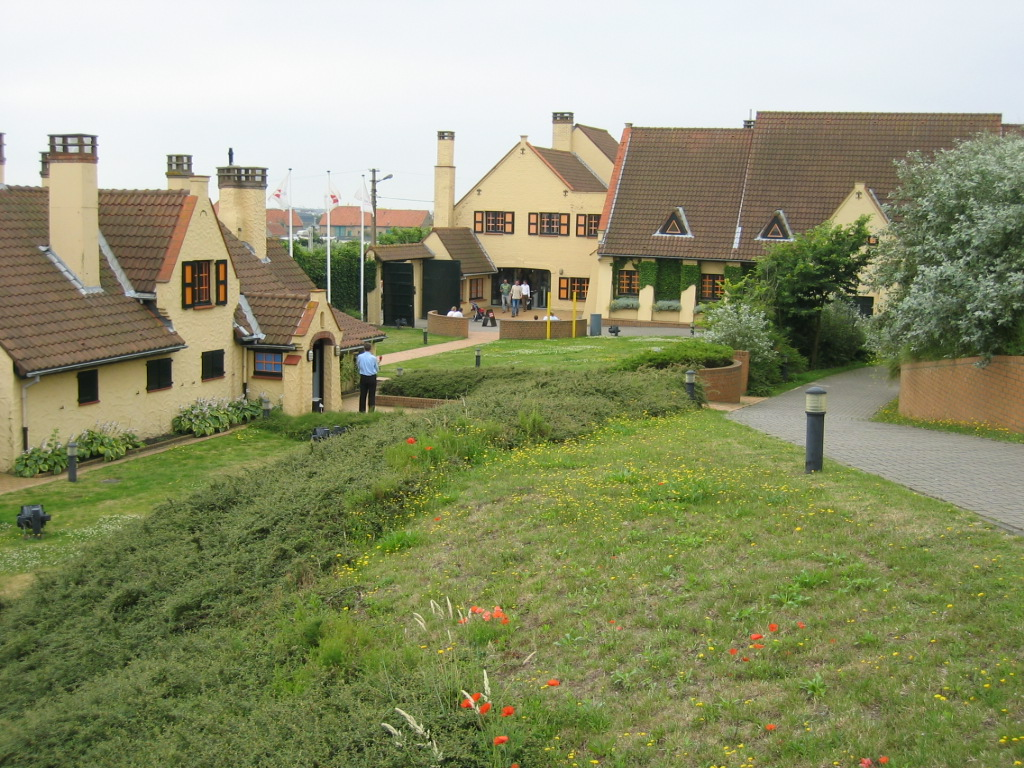
Королевская усадьба в Раверсейде

Раверсейде (нидерл. Raversijde) — комплекс из трёх музеев и природного парка в Бельгии. Расположен в одноимённом районе Остенде. Комплекс состоит из трёх музеев под открытым небом: бывшей усадьбы принца Шарля, береговых укреплений Атлантического вала времён Второй мировой войны и реконструкции средневековой рыбацкой деревни Валраверсейде, существовавшей на этом месте до начала XVII века. Территория Раверсейде — дюнный прибрежный ландшафт.

## История
Территория нынешнего музейного комплекса стала собственностью бельгийского королевского семейства в 1902 году, когда Леопольд II купил эти земли для устройства загородной резиденции. Во время Первой и Второй мировых войн немцы устроили на этой территории оборонительные сооружения. После завершения регентства в 1951 году в Раверсейде постоянно поселился принц Шарль. В 1981 году он продал Раверсейде бельгийскому государству. С 1988 года Раверсейде функционирует как музей. В 2000 году для посетителей открылась археологическая экспозиция Валраверсейде.

## Мемориал принца Шарля
Принц Шарль был регентом Бельгии в 1944—1951 году. После завершения регентства он поселился в Раверсейде в бывшем рыбацком доме, где и жил до своей смерти в 1983 году. Сейчас бывший дом принца Шарля — основная часть мемориала. В доме посетители могут осмотреть подлинный интерьер и личные вещи принца. Также в состав мемориала входит выставочный зал.

## Атлантический вал

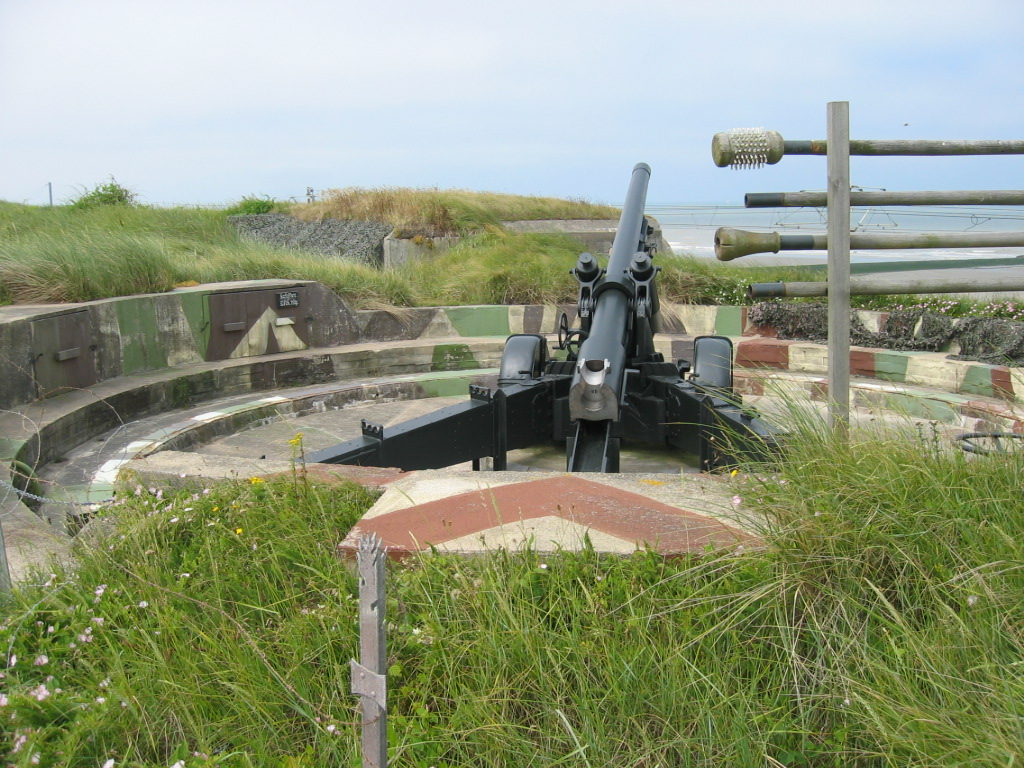
Артиллерия Атлантического вала

Атлантический вал — музей под открытым небом, состоящий из немецких оборонительных сооружений и военной техники Первой и Второй мировых войн.

## Валраверсейде

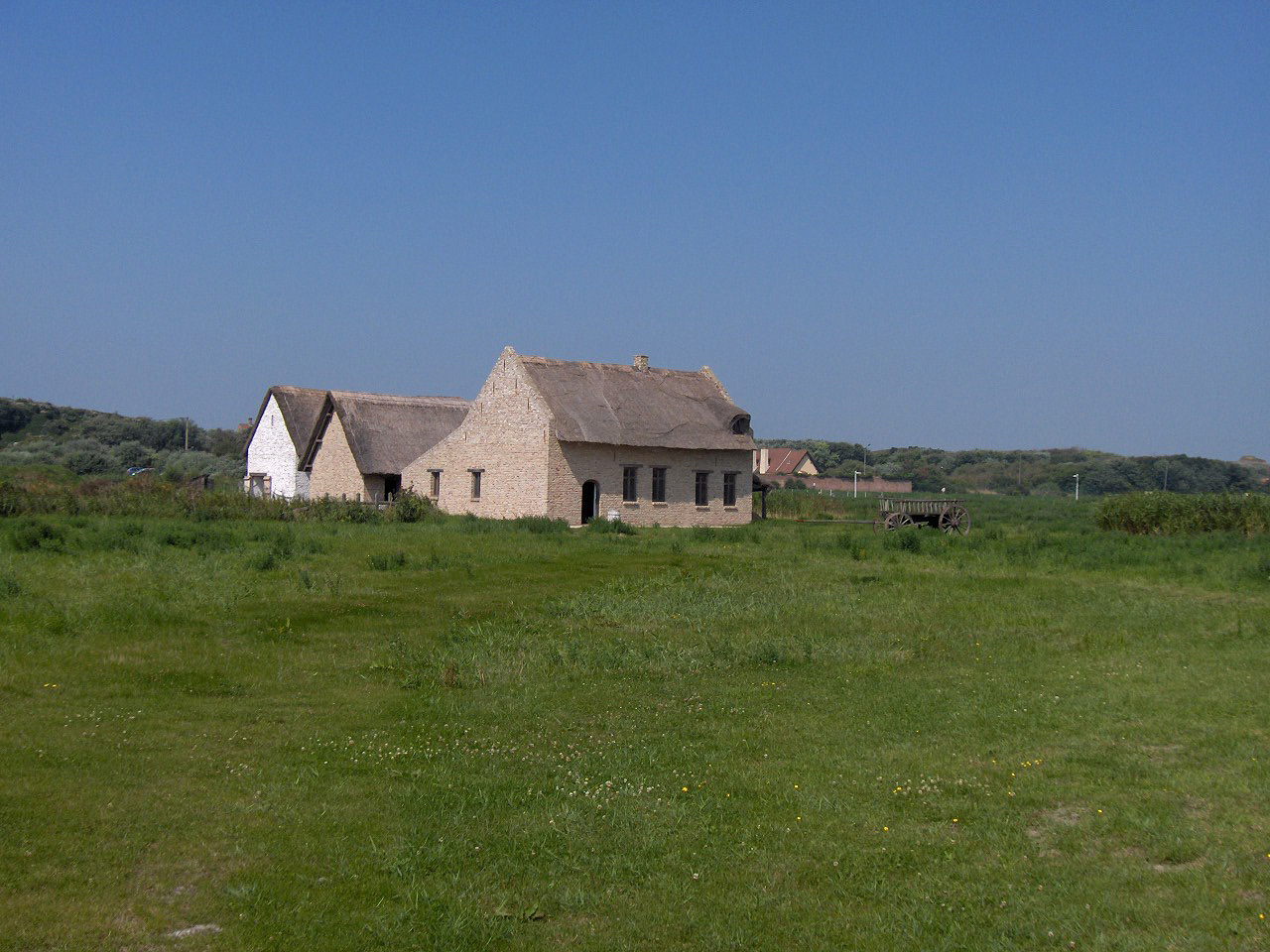
Реконструкция средневековых домов

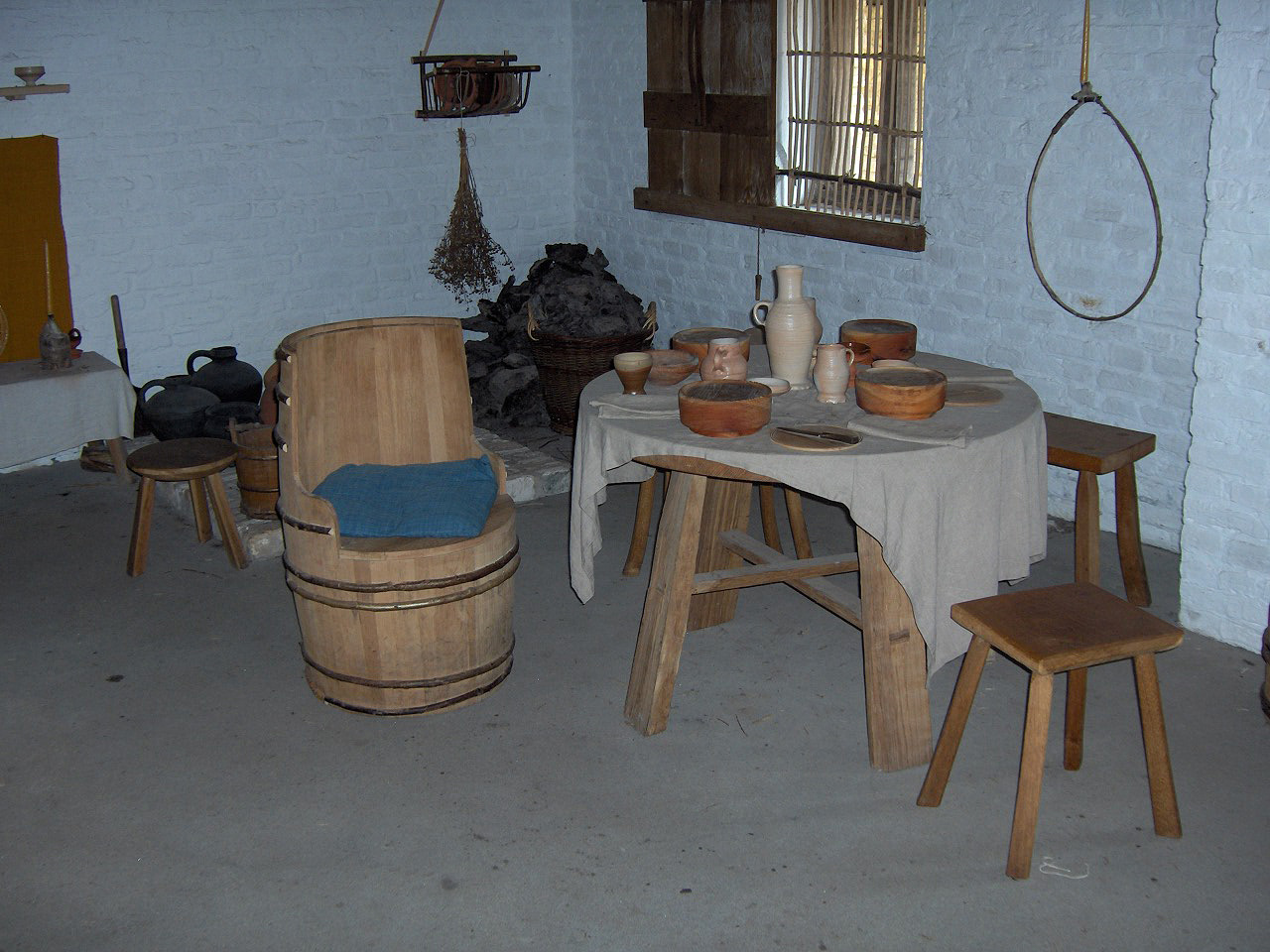
Реконструкция интерьера

Валраверсейде — рыбацкая деревня, существовавшая в Средние века на территории нынешнего музея. Первое упоминание о деревне относится к 1357 году. Упадок деревни начался в конце XV века в связи с военными действиями в районе Остенде. На протяжении XVI века Остенде и окрестности неоднократно становились ареной военных действий. Валраверсейде была окончательно уничтожена во время Осады Остенде в ходе Восьмидесятилетней войны.
В 1950 годах на месте Валраверсейде впервые были проведены археологические раскопки, однако систематические раскопки были начаты только в 1992 году. В результате были открыты фундаменты домов и найдены многие предметы старины.
После раскопок было реконструировано несколько домов бывшей деревни, при этом использовались только оригинальные кирпичи, найденные во время раскопок. В домах были восстановлены интерьеры. Для реконструкции интерьеров использовались данные предыдущих археологических раскопок и других исторических источников. Дома реконструированы по состоянию примерно на 1465 год, время расцвета деревни.